# Первомайський Леонід Соломонович
Леоні́д Соломо́нович Первома́йський (справжнє ім'я Ілля́ Шльо́мович Гуре́вич; 4 (17) травня 1908, Костянтиноград — 9 грудня 1973, Київ) — український радянський письменник, поет, перекладач єврейського походження.

## Життєпис

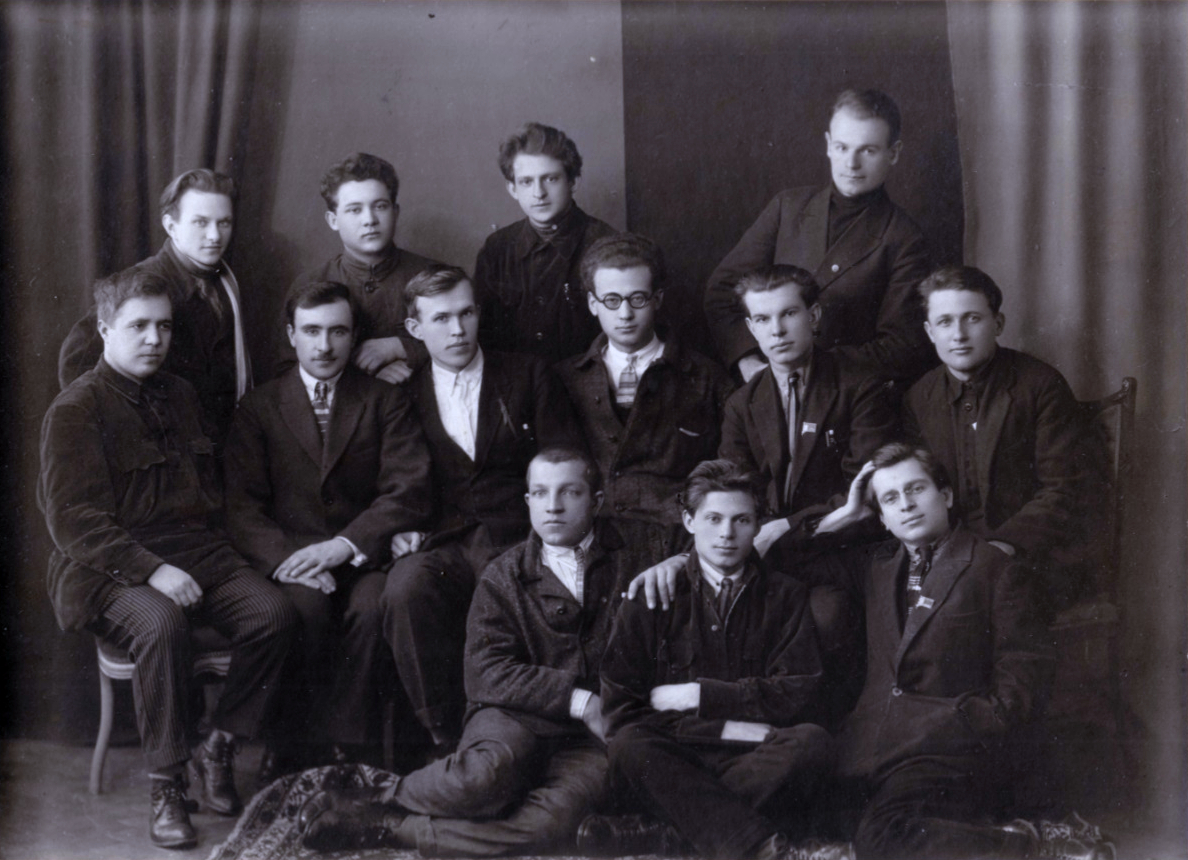
Літературна організація «Молодняк». 1927. Зліва направо: сидять унизу Олексій Кундзіч, Павло Усенко, Петро Голота; в середньому ряду Дмитро Гордієнко, Олесь Донченко, Терень Масенко, Леонід Первомайський, Іван Момот, Марко Кожушний; стоять угорі Іван Ковтун (Юрій Вухналь), Ярослав Гримайло, Борис Даніман (завідувач відділу друку ЦК ЛКСМУ і член редколегії журналу «Молодняк»), Володимир Кузьмич.

Народився 4 (17 травня) 1908 року в місті Костянтинограді Полтавської губернії (нині місто Берестин Харківської області) в родині ремісників: палітурника та швачки. За походженням — єврей. Тут минули його дитинство і юність. Навчався в початковій школі, у 1917–1920 роках — у перших двох класах Костянтиноградської гімназії, у 1920–1922 роках — в семирічній трудовій школі. Після школи працював на Карлівському цукровому заводі, бібліотекарем у Зачепилівському районному будинку селянина, там же завідував хатою-читальнею. 1924 року вступив до комсомолу. 1925 року переїхав до міста Лубнів, працював у робітничому клубі, секретарем редакції в газеті «Червона Лубенщина», в окружкомах КП(б)У та ЛКСМУ. Тоді вступив до Лубенської філії Спілки селянських письменників «Плуг». Вже наступного 1926 року перебрався до Харкова, працював у редакції дитячого журналу «Червоні квіти». Належав до літературного об'єднання «Молодняк». У листопаді 1928 року Первомайський їздив до Туреччини, а 1932 року — на Памір.
В роки німецько-радянської війни був на фронті, працював кореспондентом радіомовлення Південно-Західного і Донського фронтів та військовим кореспондентом газети «Правда».

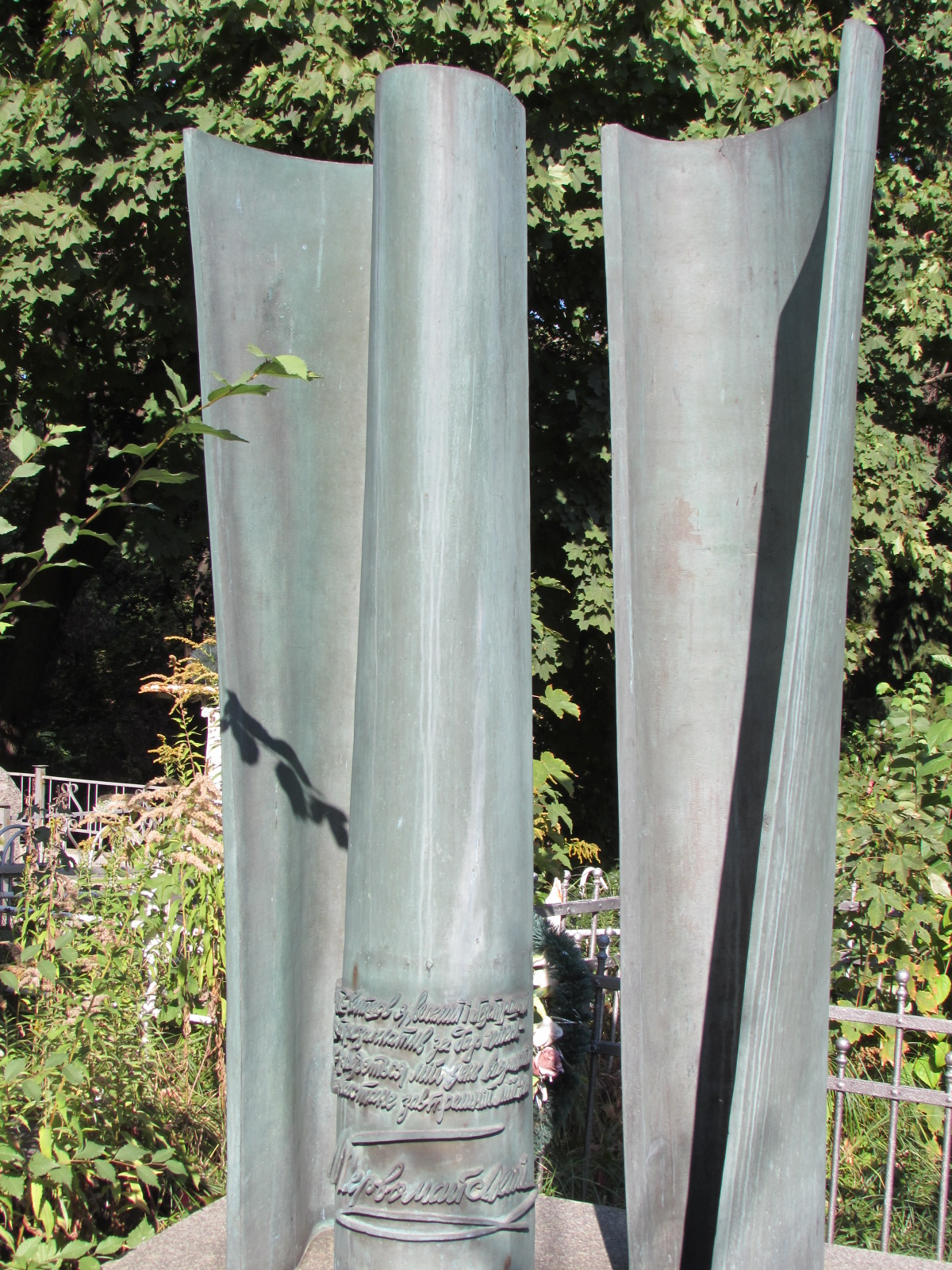
Могила Леоніда Первомайського

Жив у Києві у будинку письменників «Роліті» по вулиці Леніна, 68 (нині вулиця Богдана Хмельницького). Помер 9 грудня 1973 року. Похований на Байковому цвинтарі (ділянка № 2; надгробний пам'ятник — граніт; художники В. В. Мельниченко та А. Ф. Рибачук, архітектор А. М. Милецький; встановлений у 1980 році).

## Творчість
Дебютом у літературі можна вважати прозовий ескіз «А над полем постріл…», надрукований 1924 року в газеті «Червоний юнак» (Полтава).
Перша збірка оповідань Леоніда Первомайського «Комса» вийшла 1926 року, перша збірка віршів «Терпкі яблука» — 1929 року. Перша його п'єса «Коммольці» побачила сцену 1930 року. За два роки — з 1926 по 1928 рік — вийшло шість окремих видань оповідань і повістей Первомайського.
Збірки віршів Первомайського «День народження» і «Земля» 1944 року відзначено Державною премією СРСР другого ступеня. Філософський роман про героїку і будні війни «Дикий мед» (1963) було екранізовано, головну роль у фільмі зіграла актриса Алла Ларіонова.
Леонід Первомайський виступав також як літературний критик і публіцист (книги роздумів «З щоденника поета» (1956), «Творчий будень» (1967)), але, поза власною творчістю, найбільше він уславився як перекладач. Завдяки його невтомній праці українською мовою побачили світ твори Франсуа Війона, Шандора Петефі, Юліуса Фучика, Нізамі Гянджеві, Михайла Лермонтова, Володимира Маяковського, Генріха Гайне, балади слов'янських та інших народів світу.

### Видання
- Комса. Оповідання. — Х.: Плужанин, 1926.
- День новий. Оповідання. — Х.: Плужанин, 1927.
- Земля обітована. — Х.: ДВУ, 1927.
- В дев'ятнадцятий рік. Оповідання. — Х.: Український робітник, 1928.
- Оповідання. — Х.: Пролетарий, 1928.
- Плями на сонці. Повісті і оповідання. — Х.: ДВУ, 1928.
- В палітурні. Оповідання. — К.: Пролетарська правда, 1929.
- Околиці. Повість. — Х.: Український робітник, 1929.
- Терпкі яблука. Поетичне інтермеццо. — Х.: ВУСПП, 1929.
- Трипільська трагедія. Поема. — Х.: ДВУ, 1929.
- Блокнот блукань. Епізоди і зустрічі. — Х.: ДВУ, 1929.
- В повітовому масштабі. Повість. — Х.: Молодий більшовик, 1930.
- З фронту. Поезії. — Х.: Гарт, 1930.
- Коммольці. П'єса на 4 дії. — Х.: Молодий більшовик, 1930.
- На Холодній горі. Три оповідання. — Х.: ДВУ, 1930.
- Романтична зустріч. Оповідання. — Х.: Гарт, 1930.
- Гітари. Сатири на дезертира. — Х.: Молодий більшовик, 1931.
- Невідомі солдати (Трагема). — Х.—К.: ЛіМ, 1931.
- Промова на VIII з'їзді ЛКСМУ. Поезії. — Х.—К.: Молодий більшовик, 1931.
- Героїчні балади. — Х.: Рух, 1932.
- Пісенна зустріч. Вибрані поезії. — Х.: Гарт, 1932.
- Так. Поезії. — Х.: Молодий більшовик, 1932.
- Мандрівник. Новела. — Х.: Радянська література, 1933.
- Моя весела молодість. Вибрані поезії. — К.: Радянська література, 1933.
- Пролог до гори. Поезії. — Х.: ЛіМ, 1933.
- Ваграмова ніч. Трагедія. — Х.: Радянська література, 1934.
- Веселий сад. Вірші для дітей дошкільного віку. — Х.—Одеса: Молодий більшовик, 1934.
- Маузер Финогена Борового. Поема. — Х.: Радянська література, 1934.
- Містечко Ладеню. П'єса. — Х.: ЛіМ, 1934.
- Оповідання. — Х.—Одеса: Молодий більшовик, 1934.
- Драматичні твори. — Х.—Одеса: Молодий більшовик, 1935.
- Комсомольські повісті. — К.—Х.: Держлітвидав, 1935.
- Лірика. 1927—1934. — К.—Х.: Держлітвидав, 1935.
- Мандрівник. Оповідання. — К.—Х.: ДВУ, 1935.
- Вибрані твори. — К.—Х.: Держлітвидав, 1937.
- Нова лірика. 1934—1937. — К.: Держлітвидав, 1937.
- Казка про Івана Голика. — К.: Держлітвидав, 1939.
- Барвінковий світ. 1937—1939. Поезії. — К.: Держлітвидав, 1940.
- Вибрані поезії. — Львів: Радянський письменник, 1940.
- Вибрані поетичні твори.1924—1938. — К.: Молодий більшовик, 1940.
- Клятва в степу. Поезії. — Львів: Радянський письменник, 1940.
- Присяга воїна. Поезії. — К.—Х.: Радянський письменник, 1941.
- Партизан Вернигора. Поезії. — Вид-ня Політупр. Півд.-Зах. фронту, 1942.
- Шляхи війни. Поезії. — Уфа: СРПУ, 1942.
- День народження. Поезії. (1941—1942). — Уфа: СРПУ, 1943.
- Земля. Поезії. — М.: Укрдержвидав, 1943.
- Учитель історії. — М.: Укрвидав ЦК КП(б)У, 1943.
- Життя. Оповідання і нариси. — М.: СРПУ, 1944.
- Атака на Ворсклі. Оповідання і нариси. — К.: Радянський письменник, 1946.
- Олекса Довбуш. Драматична поема. — К.: Молодь, 1946.
- Солдатські пісні. 1941—1945. — К.: Укрдержвидав, 1946.
- Молодість брата. Роман у віршах. — К.: Радянський письменник, 1947.
- Вибране. Поезії. — К.: Держлітвидав України, 1954.
- На крутих берегах. Поема. — К.: Радянський письменник, 1954.
- Малим і найменшим. Вірші для дітей. — К.: Молодь, 1955.
- Щастя для всіх. Поезії. — К.: Радянський письменник, 1955.
- З щоденника поета. — К.: Радянський письменник, 1956.
- Хлопчисько Онисько. Вірш для дітей дошкільного віку. — К.: Молодь, 1956.
- Невигадане життя. Оповідання. — К.: Радянський письменник, 1958.
- Материн солодкий хліб. Оповідання. — К.: Радянський письменник, 1960.
- Райдуга в небі. Вибрані твори для молодш. шкільн. віку. — К.: Дитвидав УРСР, 1960.
- Слово. Вірші. — К.: Держлітвидав України, 1960.
- Замість віршів про кохання. Оповідання. — К.: Держлітвидав України, 1960.
- Дикий мед. Сучасна балада. — К.: Держлітвидав України, 1963.
- Спомин про блискавку. — К., 1964.
- Між бурями. — К., 1967.
- Творчий будень: З щоденника поета. — К.: Радянський письменник, 1967.
- Уроки поезії. — К., 1968.
- Давид Каневський // Поруч з нами. — Харків, 1968.
- Оповідання не для розваги. — К., 1970.
- Древо пізнання. Поезії. — К., 1971.
- Вчора і завтра. Поезії. — К., 1974.
- Сузір'я ліри. — К., 1976.
- Мій дім. — К., 1978.
- Хай лишається вогонь. З неопублікованої спадщини: поезії, проза, нотатки, листи. — К.: Радянський письменник, 1983.
- Дикий Пегас. 1924—1964. — К.: Альтерпрес, 2004.

### Зібрання творів
- Твори: У 5 т. — Х.—Одеса: Молодий більшовик, 1932—1933.
- Поезії: У 3 т. — К.: Держлітвидав України, 1947—1950.
- Твори: У 3 т. — К.: Держлітвидав України, 1958—1959.
- Твори: У 7 т. — К., 1968—1970.
- Вибрані твори: У 2 т. — К.: Дніпро, 1978.
- Твори: У 7 т. — К.: Дніпро, 1985—1986.

## Нагороди
Лауреат Сталінської премії (1944; за збірки віршів «День народження» і «Земля»). Нагороджений орденами Червоного Прапора, Вітчизняної війни 1-го ступеня, Трудового Червоного Прапора, «Знак Пошани», а також медалями.

## Вшанування пам'яті

меморіальна дошка

11 листопада 1974 року в Києві, на фасаді «Роліту», де в 1935–1973 роках жив і працював письменник, встановлено бронзову меморіальну дошку (барельєф; скульптор А. Ю. Білостоцький, архітектор А. Ф. Ігнащенко). Того ж року у Києві з'явилась вулиця Леоніда Первомайського.
У Краснограді на будинку, в якому народився поет, також встановлена меморіальна дошка.
17 травня 1978 року красноградці урочисто відзначили 70-річчя від дня народження земляка. В урочистих зборах взяли участь письменники з Харкова, Києва і Москви. У Москві ювілей Леоніда Соломоновича Первомаиського відзначався 23 травня 1978 року. На урочисті збори прибули літератори з усіх республік СРСР.
У Красноградському краєзнавчому музеї зберігаються ордени і робочий кабінет Леоніда Первомайського, які туди передала дочка письменника Сусанна Пархомовська.
На честь 100-річчя від дня народження Леоніда Первомайського встановлюється грошова премія (2 000 євро), яку щороку присуджують за найкращі українські поетичні твори. Засновник — Сергій Пархомовський.